# Datazione rubidio-stronzio
La datazione rubidio-stronzio è una tecnica di datazione radiometrica utilizzata dagli scienziati per determinare l'età delle rocce e dei minerali, in base al contenuto di alcuni specifici isotopi del rubidio (87Rb) e dello stronzio (87Sr, 86Sr).
Allo sviluppo di questo metodo contribuirono gli studi dei chimici tedeschi Otto Hahn e Fritz Strassmann, che nel 1938 portarono alla scoperta della fissione nucleare per la quale successivamente Otto Hahn ricevette il Premio Nobel.

## Principi di funzionamento

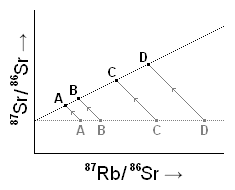
Diagramma di datazione isocrona

L'utilizzo del metodo con gli isotopi di rubidio-stronzio risiede nel fatto che 87Rb (uno dei due isotopi naturali del rubidio) decade a 87Sr con un'emivita di 49,23 miliardi di anni. Inoltre, il rubidio è un elemento altamente incompatibile che, durante la fusione parziale del mantello terrestre, tende a rimanere nel fuso magmatico invece che accumularsi nei minerali del mantello. Per questo motivo il Rb è presente in percentuale arricchita nelle rocce della crosta terrestre. Il nuclide figlio, 87Sr, si produce nel processo di decadimento ed è stato prodotto durante la nucleosintesi stellare precedente alla formazione del sistema solare.
Minerali differenti in un dato ambiente geologico tendono ad acquisire nel corso del tempo rapporti differenti tra il nuclide radiogenico stronzio-87 e l'isotopo naturale stronzio-86 (87Sr/86Sr). La loro età può essere calcolata misurando il rapporto 87Sr/86Sr con la spettrometria di massa; occorre conoscere la percentuale di 87Sr al momento in cui il minerale si è formato, calcolare la quantità di 87Rb dalla misura del rubidio presente, conoscendo il rapporto in peso 85Rb/87Rb.
Se questi minerali si sono cristallizzati nello stesso fuso siliceo, ogni minerale aveva inizialmente lo stesso rapporto 87Sr/86Sr. Tuttavia, poiché il rubidio va a sostituire il potassio K e questi minerali avevano inizialmente differenti rapporti K/Ca, alla fine essi risulteranno avere differenti rapporti Rb/Sr.
Nel corso della cristallizzazione frazionata, lo Sr tende a concentrarsi nel plagioclasio, lasciando il Rb nella fase liquida. Pertanto il rapporto Rb/Sr nel magma residuale tende a crescere nel tempo, e quindi le rocce si trovano ad avere rapporti crescenti Rb/Sr all'aumentare della differenziazione. I valori più alti del rapporto Rb/Sr, da 10 in su, si trovano nella pegmatite.
Il rapporto Rb/Sr tende a crescere tipicamente con il seguente ordine: plagioclasio, orneblenda, feldspato, biotite, muscovite. Pertanto, se viene lasciato un tempo sufficiente per l'accumulo del 87Sr di origine radiogenica, il rapporto misurato tra 87Sr/86Sr sarà differente nei minerali e tenderà a crescere con lo stesso ordine.

## Calcolo dell'età

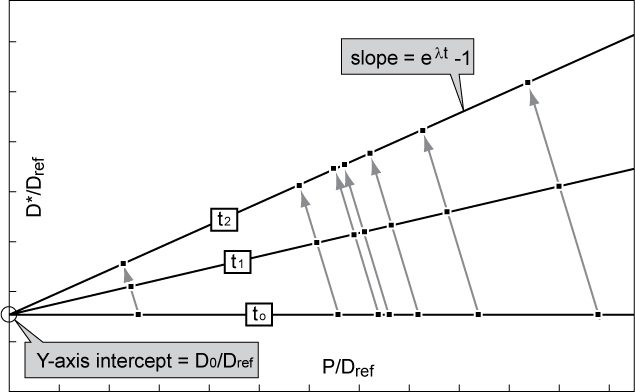
Diagramma isocrono di un isotopo radiogenico (D*) rispetto alla curva dell'isotopo da cui deriva (P), normalizzati a un isotopo finale stabile (D_{ref}). Permette di ricavare l'età del campione dall'evoluzione isotopica nel passaggio dal tempo t_{0} a t_{1} e t_{2}.

Il calcolo dell'età di un campione viene effettuato analizzando alcuni materiali in diversi sub-campioni presi da parti differenti del campione originale. Il rapporto 87Sr/86Sr per ogni campione viene messo in grafico rispetto al rapporto 87Rb/86Sr nel diagramma della datazione isocrona. Se questi rapporti si dispongono lungo una linea retta, allora i sub-campioni sono consistenti e il calcolo dell'età è affidabile. La pendenza della curva indica l'età del campione.

## Impieghi

### Geocronologia
Il metodo di datazione Rb-Sr viene estesamente impiegato nel datare rocce terrestri, lunari e meteoriti. Se il contenuto iniziale di Sr è noto o può essere estrapolato, allora si può calcolare l'età del campione misurando le concentrazioni di Rb e Sr e il rapporto 87Sr/86Sr. I valori indicano la corretta età del campione soltanto, se la roccia non ha subito alterazioni significative.
Un aspetto importante nella tracciatura isotopica è che lo Sr derivato da processi di degradazione meteorica ha lo stesso rapporto 87Sr/86Sr del minerale da cui deriva. Questo è una potenziale fonte di errore per le rocce terrestri, mentre è praticamente irrilevante per le rocce lunari o i meteoriti, dove non sono presenti reazioni di degradazione atmosferica.

### Geochimica isotopica
I rapporti iniziali 87Sr/86Sr vengono utilizzati in archeologia, paleontologia e scienza forense perché i loro valori misurati in uno scheletro, una conchiglia marina o un manufatto ceramico sono direttamente confrontabili con quelli della roccia matrice da cui derivano o di cui l'organismo si è nutrito. Pertanto, misurando l'attuale rapporto 87Sr/86Sr (e spesso anche il rapporto tra i due isotopi del neodimio 143Nd-144Nd), si può ricavare l'impronta geologica dell'oggetto e anche studiare eventuali percorsi migratori.

### Stratigrafia degli isotopi dello stronzio
La stratigrafia degli isotopi dello stronzio si basa sulla variazione del rapporto 87Sr/86Sr in funzione del tempo nell'acqua del mare. L'applicazione di questa tecnica è generalmente limitata ai carbonati, per i quali la curva è ben definita relativamente al Cenozoico; invece, a causa dello scarso livello di conservazione della sequenza carbonatica, non è stata ancora ben definita per il Mesozoico e i periodi precedenti.
Nelle sequenze più antiche, l'alterazione diagenetica, in combinazione con una maggiore incertezza nella stima delle età assolute a causa della mancanza di sovrapposizione con altri metodi di datazione geologica (come ad esempio la datazione uranio-torio), porta a maggiori incertezze nel 
definire accuratamente la forma della curva degli isotopi di Sr nell'acqua marina.

### Rocce lunari
Il metodo è stato applicato anche a campioni di rocce lunari, e ne è risultata un'età di circa 4,5 miliardi di anni.